# San Zeno in Valle
San Zeno in Valle è la frazione meno popolata del comune di Villa Bartolomea, nella provincia di Verona e si trova a circa 10 km a sud del capoluogo. La sua popolazione si è notevolmente ridotta negli ultimi decenni fino ad assestarsi sul numero odierno di circa 90 abitanti.

## Geografia fisica
Il territorio odierno della frazione comprende le estensioni terriere delle "Valli Grandi Veronesi" all'interno dei confini comunali, anche se non esiste un confine marcato fra l'area appartenente al capoluogo e quella appartenente alla frazione.
Il centro del paese giace a ridosso dei due fiumi più importanti della Valle: la Fossa Maestra (o Emissario) ha il ruolo di fiume di scolo per i canali della valle, mentre il Tartaro-Canalbianco demarca il confine tra la provincia di Verona e quella di Rovigo.

## Storia
La storia del paese è molto giovane: la sua creazione, infatti, risale solamente al secolo scorso.
Per centinaia di anni il territorio della frazione fu occupato da terreni paludosi ed acquitrinosi, costituendo un ostacolo per lo sviluppo umano. A partire dal XIX secolo, però, la zona iniziò ad essere bonificata e questo spianò la strada al successivo sviluppo del borgo.

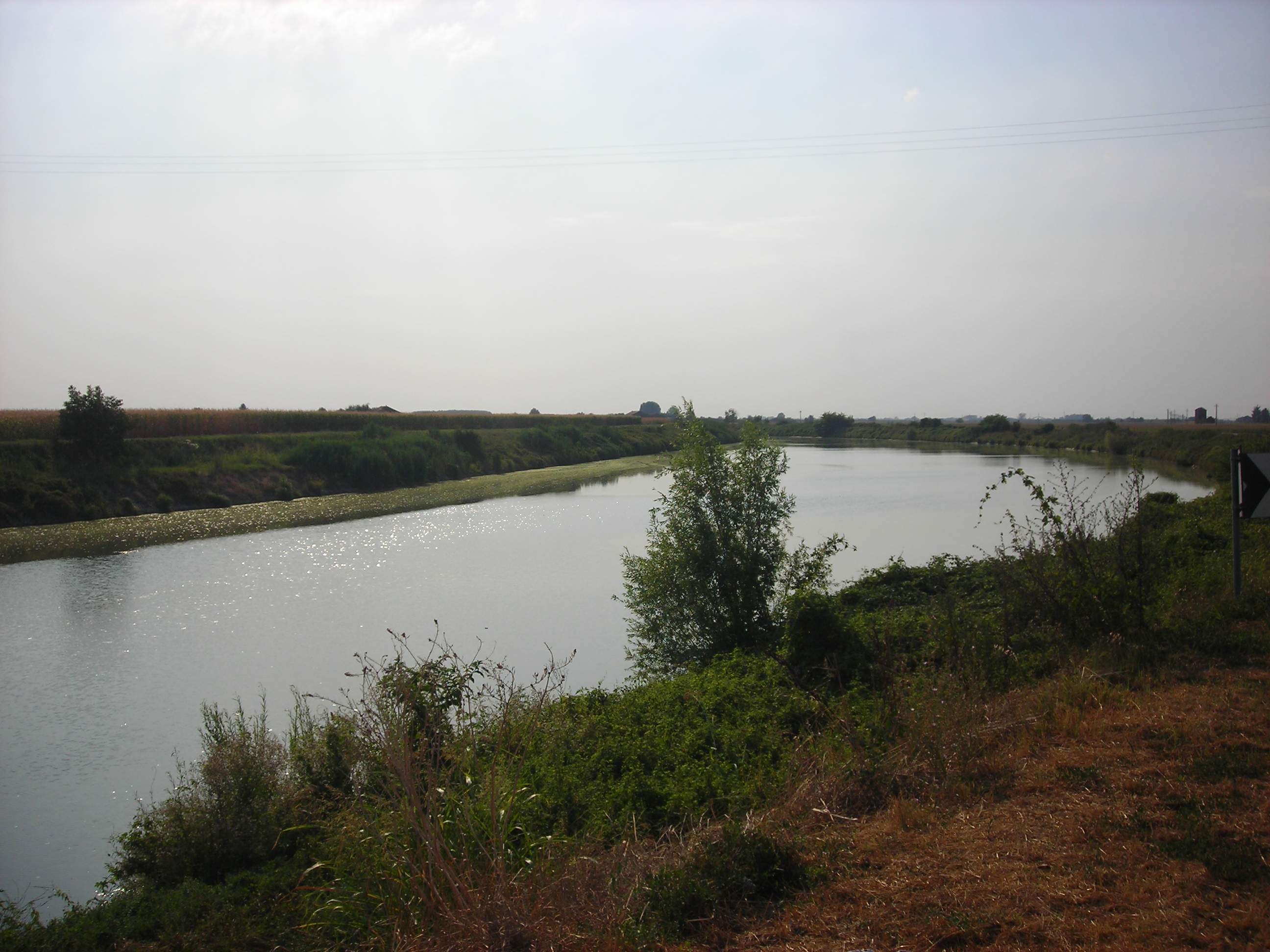
Fiume Tartaro (oggi Canalbianco), che segna il confine tra le province di Verona e Rovigo

Il progetto per la costruzione della scuola, resasi indispensabile a causa della lontananza da quella del capoluogo, venne approvato nel 1914 e costituì il punto di riferimento del nuovo paese fino al 1952, anno in cui venne costruita e consacrata la Chiesa dedicata a San Zeno.
Per il nome della nuova frazione si accesero forti dibattiti: San Zeno in Valle, Carpanea e Vallestrema furono le proposte, ma alla fine, nel 1962, prevalse il primo nome, con lo scopo di riavvicinare al capoluogo di provincia Verona questa nuova frazione così distante.
Negli anni successivi la frazione venne collegata con telefono al capoluogo e la rete viaria venne perfezionata.

## Società

### Evoluzione demografica
Negli anni cinquanta la popolazione di San Zeno in Valle era composta da circa 800 persone, di cui la maggior parte contadini che, per essere più vicini ai campi dove lavoravano, avevano deciso di trasferirsi nel nuovo paese.
Nel 1958, però, si verificò un allagamento della Valle: il risultato furono raccolti completamente perduti ed esodo dal paese. L'anno successivo già 300 persone se n'erano andate, dopo tre anni ne restavano solo 350 e nel 1974 se ne contavano appena 180.
L'Amministrazione comunale tentò di fermare questo esodo ampliando la scuola e costituendo un asilo ma nel 1968, con l'asfaltatura della strada tra San Zeno e il capoluogo, riuscì nell'intento contrario: con l'avvento delle auto e delle macchine agricole moderne molte persone decisero di stabilirsi nel capoluogo poiché tali mezzi risolvevano il problema delle distanze dai campi. Le scuole vennero chiuse e la popolazione si ridusse alle circa 90 anime di oggi.

## Parrocchia di San Zeno

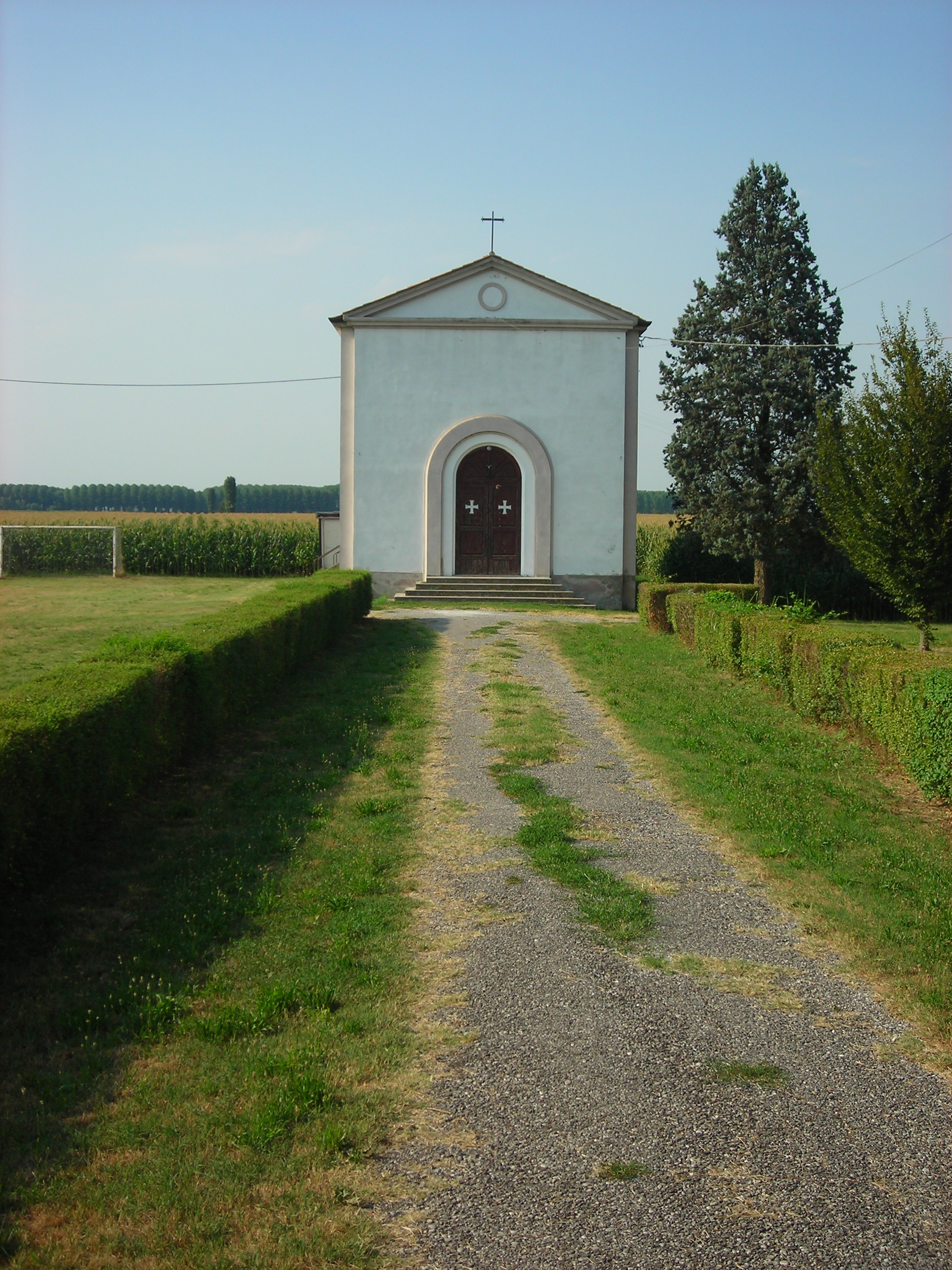
Chiesa dedicata a San Zeno

La Chiesa di San Zeno venne inaugurata il 23 marzo 1953 da Mons. Pietro Albrigi e dal parroco Don Tullio Turco.
Risale al 1957 la prima visita di un vescovo (Mons. Urbani) alla frazione mentre nel 1962 il corpo del santo venne portato in pellegrinaggio anche alla chiesa del paese.
Dal 1964 la parrocchia di San Zeno in Valle è seguita da un prete esterno (ad oggi il parroco di Torretta).
La statua del patrono San Zeno venne scolpita ad Ortisei prendendo spunto dalla pala di San Zeno di Mantegna.